# Йонджи-конвон

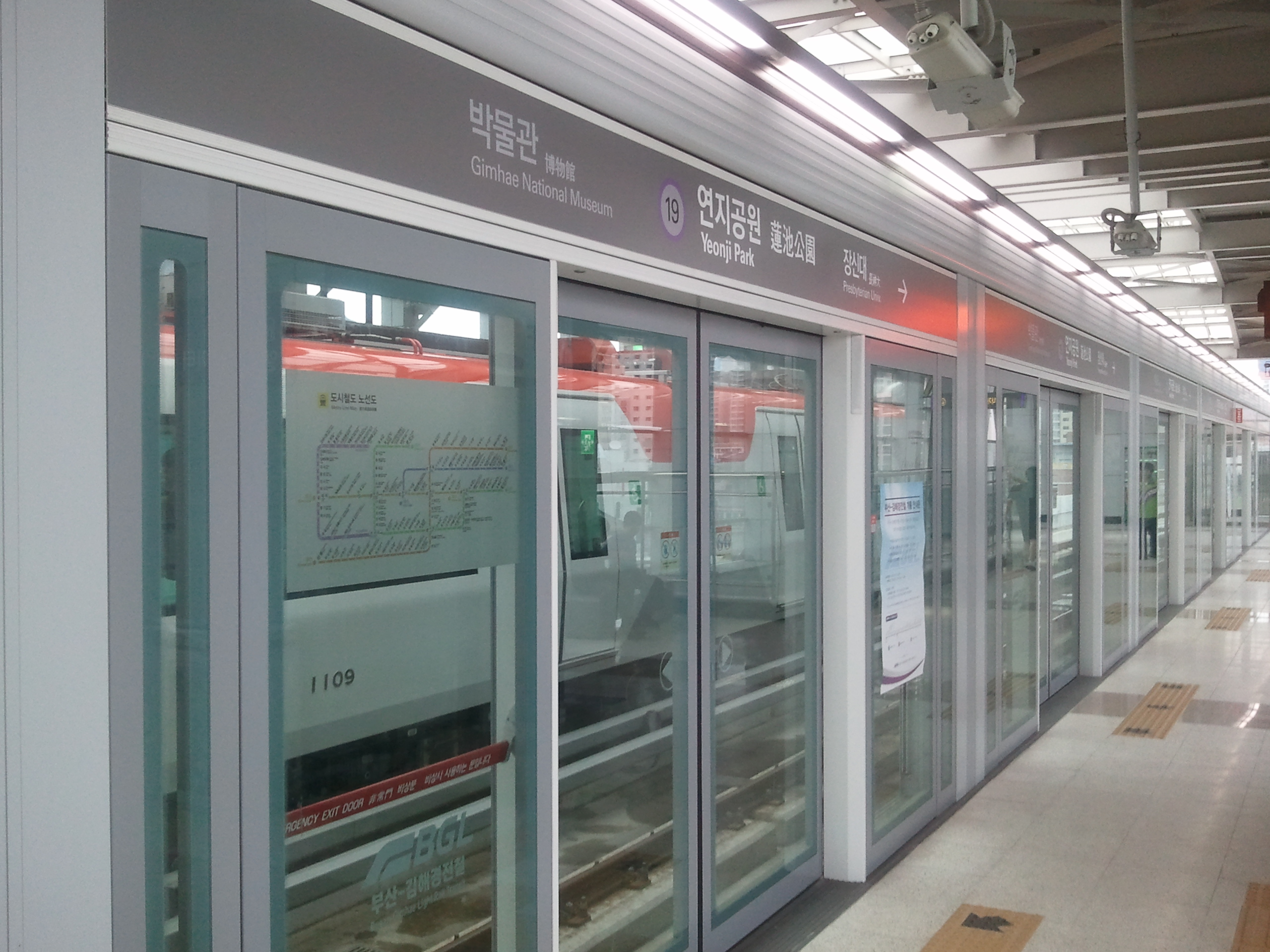
Платформа станции

«Йонджи-конвон» (кор. 연지공원 — Парк Йонджи) — эстакадная станция Пусанского метро на линии Пусан — Кимхэ. Она представлена двумя боковыми платформами. Станция обслуживается транспортной корпорацией Пусан — Кимхэ (B&G Metro). Расположена в квартале Кусан-дон города Кимхэ провинции Кёнсан-Намдо (Республика Корея). На станции установлены платформенные раздвижные двери.
Станция была открыта 16 сентября 2011 года.
Как следует из названия, парк Йонджи находится в непосредственной близости от станции.
Открытие станции было совмещено с открытием всей линии Пусан — Кимхэ, длиной 23,9 км, и ещё 20 станций.